# Хуаррос, Роберто
Роберто Хуаррос (исп. Roberto Juarroz, 5 октября 1925, Коронель-Доррего, провинция Буэнос-Айрес — 31 марта 1995, Темперлей, провинция Буэнос-Айрес) — аргентинский поэт.

## Биография
Сын начальника железнодорожной станции в захолустном городке. Окончил факультет философии и литературы Буэнос-Айресского университета, продолжил учебу в Сорбонне. С приходом к власти генерала Перона эмигрировал из Аргентины. Работал в ЮНЕСКО и ОАГ (1958—1965). Сотрудничал с аргентинскими изданиями, переводил зарубежную поэзию. Позднее — профессор в своей alma mater, руководитель отделения библиотековедения и документации (1971—1984).

## Творчество
Испытал воздействие Малларме и Уидобро, немецких романтиков (прежде всего — Новалиса). Автор четырнадцати нумерованных сборников стихотворений под общим названием Вертикальные стихи (1958—1997, при жизни опубликовал 13, последний вышел посмертно), в ответах критикам Хуаррос ссылался на мысль Башляра: «Время поэзии — вертикальное время». Переводчик зарубежной поэзии, в том числе — сочинений Арто.

## Признание
Член Аргентинской литературной академии. Премия Международного поэтического биеннале (Льеж, 1992) и другие литературные награды. Его метафизическую, вне-индивидуалистическую лирику высоко ценили Октавио Пас, Хулио Кортасар, Антонио Поркья, Висенте Алейксандре, Рене Шар, Филипп Жакоте. Стихи Хуарроса переведены на многие языки, включая тамильский; на английский их переводил У. С. Мервин, на французский — Ф.Жакоте, Роже Мюнье, на немецкий — Хуана и Тобиас Бургхардт.